# Nova Entesa
Nova Entesa («Nuevo Acuerdo») fue una candidatura unitaria por el Senado de España, formada por el Partido de los Socialistas de Cataluña, el referente del PSOE en Cataluña (España), y Esquerra Republicana de Catalunya para las elecciones generales españolas de 1979.
Este acuerdo suponía la ruptura de un acuerdo similar establecido para las elecciones de 1977, que también había incluido al PSUC (que, junto con el Partido del Trabajo de España promovía, para las elecciones de 1979, la candidatura de Per l'Entesa) y a otros partidos menores como Estat Català.
La candidatura obtuvo diez senadores en las elecciones (tres por Barcelona, Gerona y Tarragona y uno por Lérida), de los que seis eran del PSC, dos de ERC y otros dos independientes. Estos senadores formaron un grupo parlamentario denominado Catalunya Democràcia i Socialisme en el que también se integraron los dos senadores del PSC y uno de ERC de designación autonómica y elegidos en 1980 tras la constitución del primer Parlamento de Cataluña.
En julio de 1982, el grupo parlamentario dejó de existir, al pasar los senadores de ERC al Grupo Mixto.